# Carlos Tiny
Carlos Alberto Pires Tiny, né le 15 août 1950 et mort le 8 avril 2022, est un diplomate et homme politique santoméen, membre du Mouvement pour la libération de Sao Tomé-et-Principe – Parti social-démocrate (MLSTP-PSD).
En 2001, il se porte candidat comme indépendant à l'élection présidentielle. Il arrive troisième avec 1 532 votes (3,26 %), derrière Fradique de Menezes (Action démocratique indépendante, élu) et Manuel Pinto da Costa (MLSTP-PSD).
Il est député de 2006 à 2011 et ministre des Affaires étrangères de 2008 à 2010, succédant à Ovídio Pequeño.